# Чемальский тракт
Чемальский тракт — автомобильная дорога Усть-Сема — Чемал — Куюс на территории Чемальского района Республики Алтай, идущая по правому берегу Катуни. На участке от Усть-Семы до села Еланда покрытие асфальтовое, далее — гравийное. На 78-м километре Чемальского тракта от него отходит дорога, ведущая через Ороктойский мост в село Ороктой, а на 80-м километре расположен поворот в село Эдиган.

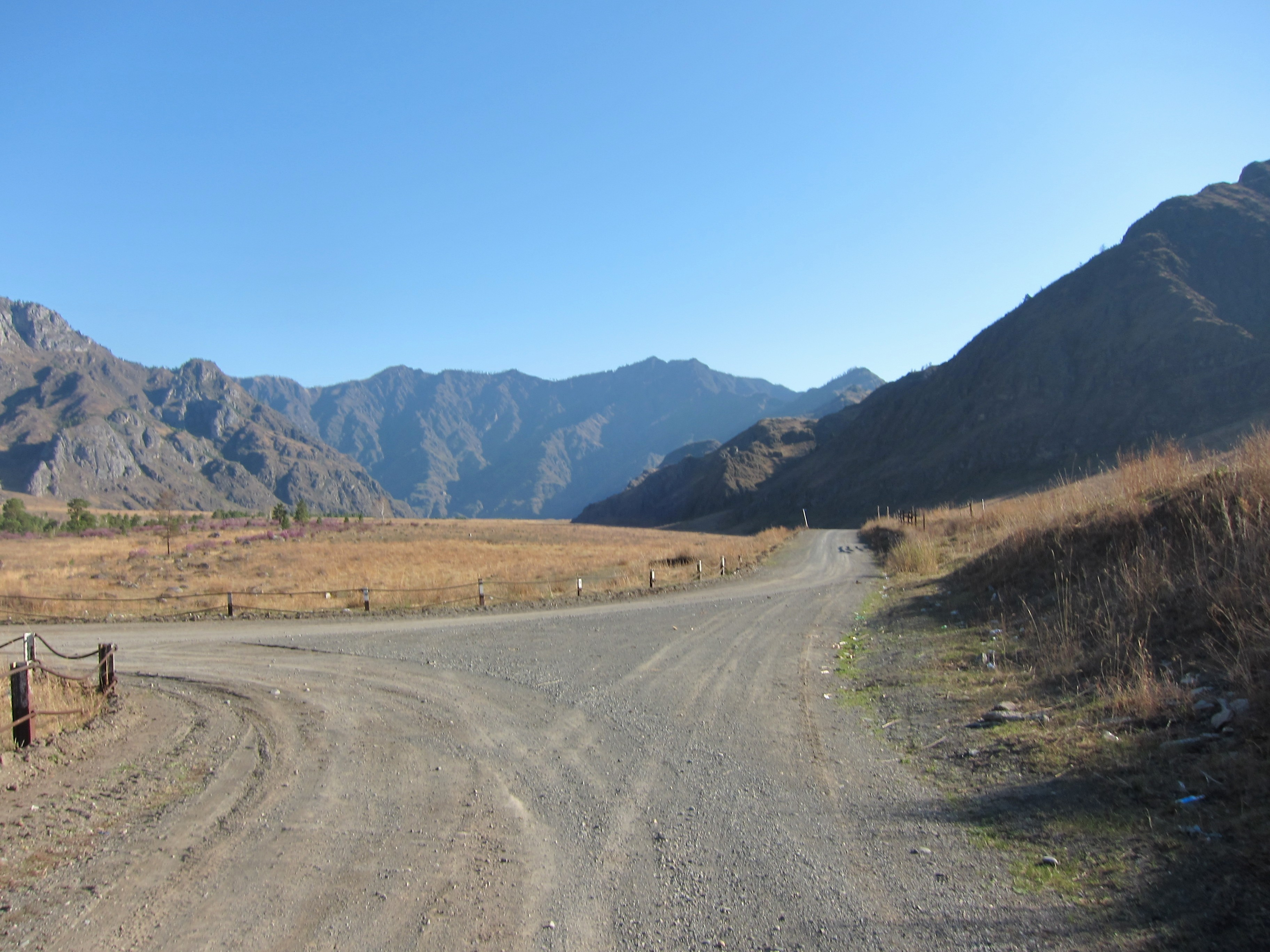
Чемальский тракт у поворота на Ороктойский мост

Проходит через следующие населённые пункты:
- Усть-Сема
- Чепош
- Узнезя
- Элекмонар
- Чемал
- Еланда
- Куюс

Общая протяжённость трассы — около 90 км.